# Schloss Grades

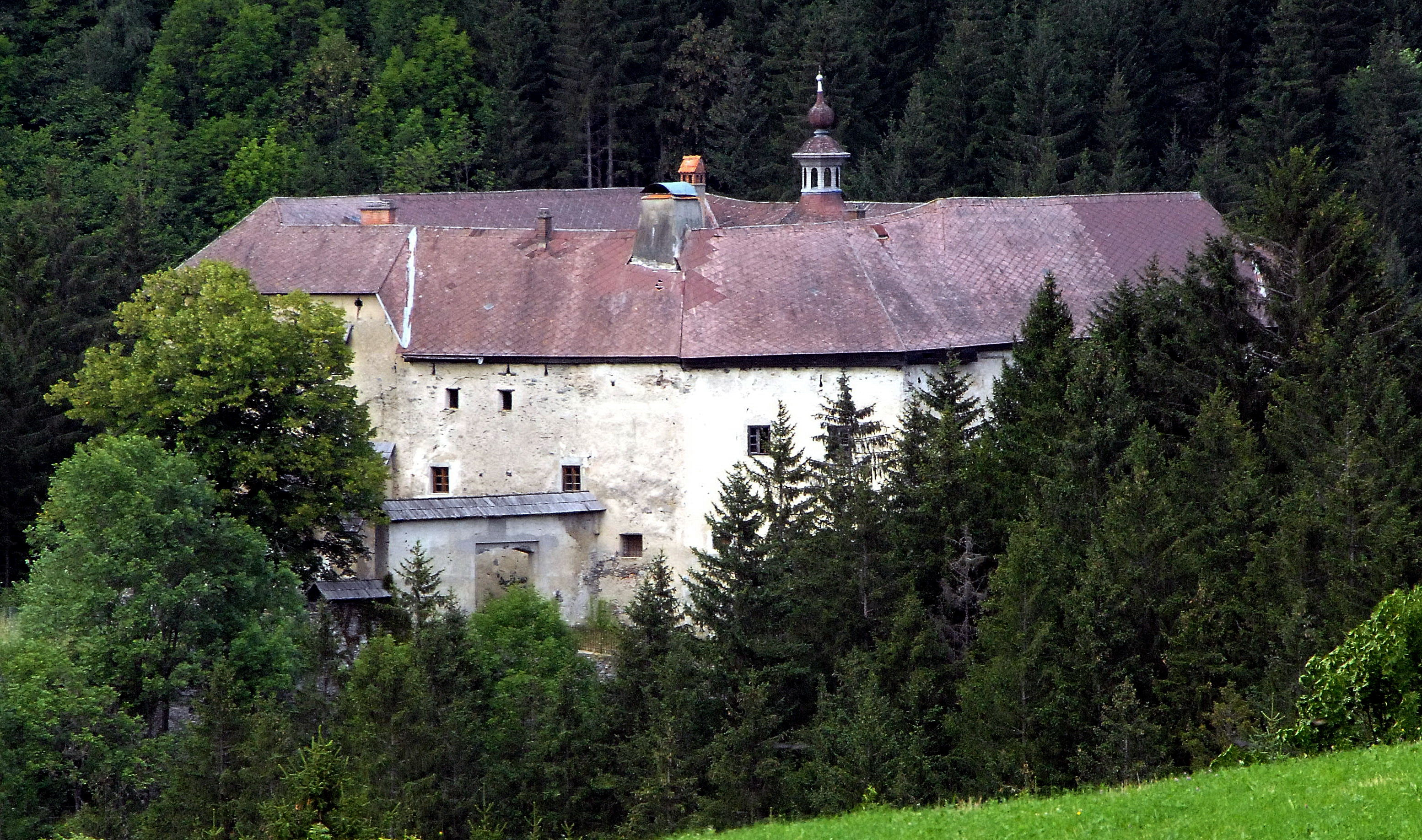
Schloss Grades

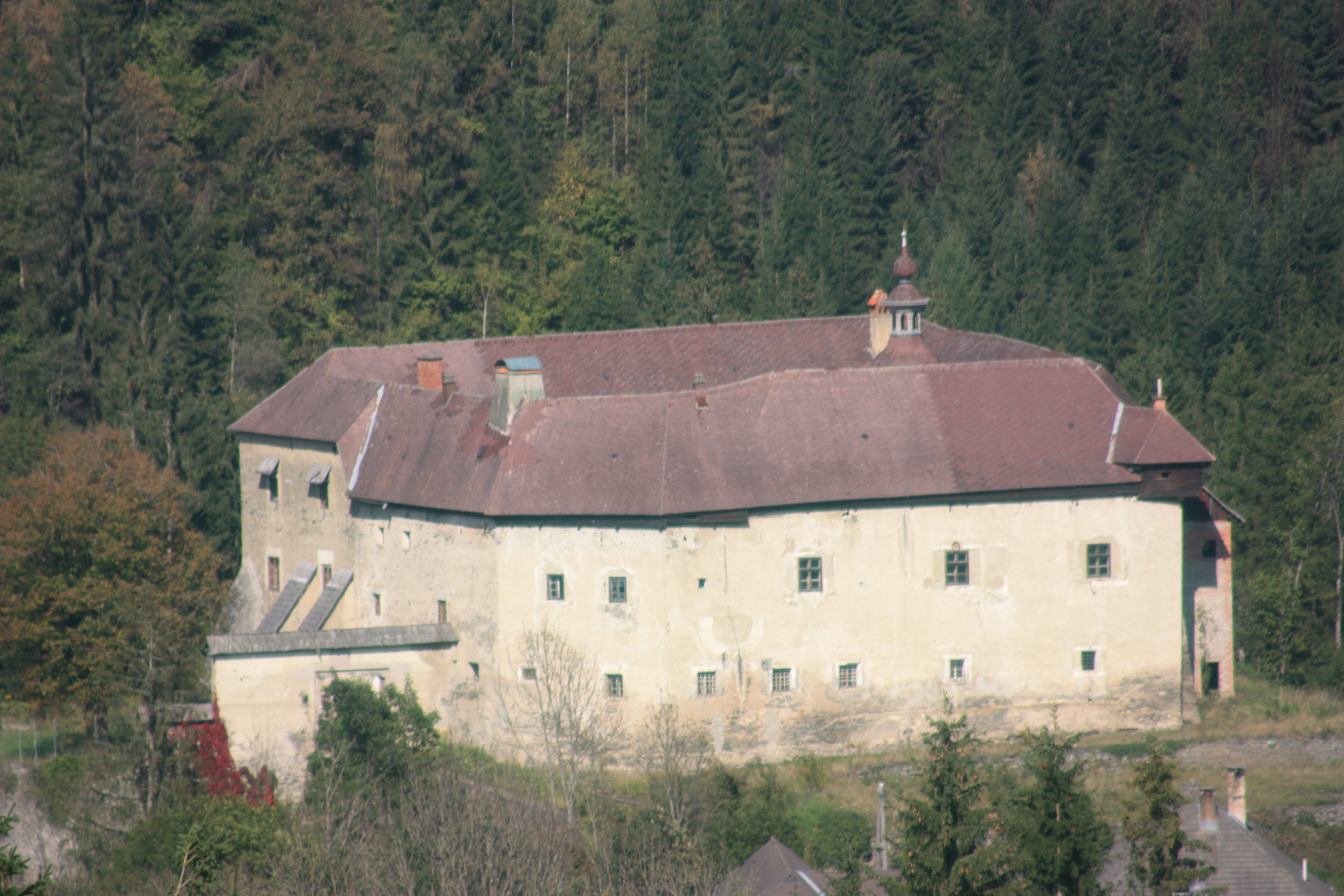
Schloss Grades

Nördlich der Marktsiedlung Grades in Kärnten steht auf einem steilen Felshügel über dem Metnitzbach das Burg-Schloss Grades. Die Burg war Verwaltungssitz der bischöflichen-gurker Besitzung im Metnitztal. Im 19. Jahrhundert wurde das Schloss als eigene Ortschaft betrachtet; heute ist es Teil der Ortschaft Grades der Gemeinde Metnitz im Bezirk St. Veit an der Glan.

## Geschichte
Burg und Siedlung Grades werden erstmals in einer Urkunde vom 3. Februar 1285 urkundlich erwähnt. Der Vorgängerbau des Schlosses wurde wahrscheinlich bereits unter Bischof Heinrich I. von Gurk um das Jahr 1173 errichtet. Der Name Grades ist auf das slawische Wort Grad  für Burg zurückzuführen (vgl. z. B. die Burgruine Prägrad westlich von Feldkirchen), was auf eine ursprünglich slawische Besiedlung schließen lässt. Die Burg war im Besitz des Bistums Gurk und Sitz des Richters und Verwaltung im Metnitztal. Der auf Grades sitzende Burggraf war zugleich Truchseß des Gurker Bischofs. Am 3. Juni 1346 bestätigte Bischof Ulrich III. den Bürgern von Grades ihre althergebrachten Rechte, wie sie auch die Bürger in der bischöflichen Stadt Straßburg im Gurktal besaßen. Aus dieser Urkunde wird ersichtlich, dass der Markt Grades ein Umschlagsplatz für Groß- und Kleinvieh, für Wolle, Häute, Käse, Wein und Bier war. 1401 kam es zwischen Bischof Johann von Gurk einerseits und Wenzel dem Hofstetter und Hansel dem Chürsner andererseits zu einem Streit in dessen Verlauf die beiden den Markt Grades „mit prant“ angriffen. Was der Grund des Streites war und welche Stellung die beiden Genannten bei diesem einnahmen bleibt unbekannt. 1447 stellte Hans Staudacher dem Bischof Johann die Verleihung mit der Pflegschaft auf die Veste Grades mitsamt dem Landgericht und dem Kelleramt zurück.
In der Mitte des 18. Jahrhunderts beherbergte das Schloss eine Seidentapetenmanufaktur beziehungsweise eine Tuchfabrik. Grades blieb bis zum Ende des 20. Jahrhunderts im Besitz des Bistums Gurk und wurde zuletzt zeitweise als Erholungsheim für Kinder verwendet. Seit 2015 befindet sich das Anwesen in Privatbesitz und ist im Rahmen von Führungen und kulturellen Veranstaltungen öffentlich zugängig. Die umfangreichen Restaurierungsarbeiten konnten im Jahr 2020 abgeschlossen werden.
Im Februar 2022 war Schloss Grades Teil eines Beitrags der ORF-Sendung „Am Schauplatz Gericht“.

## Baubeschreibung
Der unregelmäßige Innenhof wird von einer dreigeschoßigen Vierflügelanlage umgeben. Die Zwingerbefestigung bezieht im Nordwesten einen spätgotischen Speicherbau mit ein. Das westliche Einfahrtstor zum Schlosshof ist mit 1661 bezeichnet. Im Hof finden sich spätgotische Portale und Fenster zu den Trakten, die ihren zumindest gotischen Baukern erkennen lassen. Vom Hof aus zugänglich ist die ehemalige Rauchküche. Der hofseitige Torturm weist einen Zwiebelhelm auf der nicht allzu sehr über die Firstlinie der Schloßtrakte ragt. Die sechs saalartigen Räume des Hauptgeschoßes zieren Deckenstuckaturen aus dem ersten Drittel des 18. Jahrhunderts. Sie stammen aufgrund stilistischer Vergleiche von Kilian Pittner († 1735). Im West-Raum des Südtraktes findet sich ein kreisrunder Mittelspiegel mit Wappen des Fürstbischofs Jakob I. Maximilian von Thun-Hohenstein (1709–1749). Eingelassen in die Decke des Nord-Raumes des Ost-Traktes ist ein gerahmtes Leinwandbild „Ahasveros und Haman beim Mahl der Esther“ von Josef Ferdinand Fromiller, bezeichnet mit 1741. Vermutlich aus dem 12. Jahrhundert stammt die ehemalige Doppelkapelle in der nordöstlichen Ecke des Schlosses mit vermauertem Rundfenster und Laub- und Bandelwerkstuckaturen der Zeit um 1720/1725.

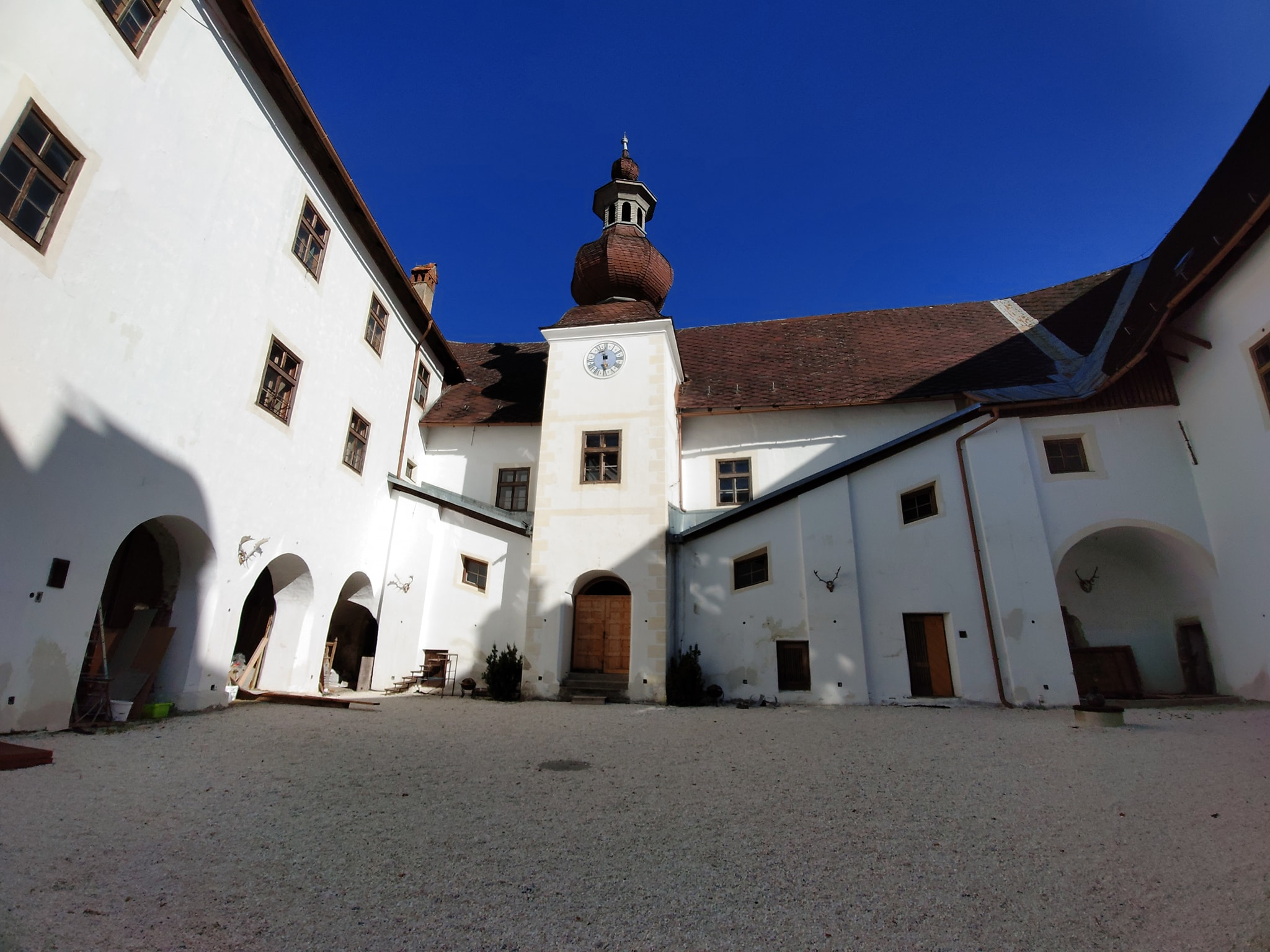
Innenhof, Turm von 1661
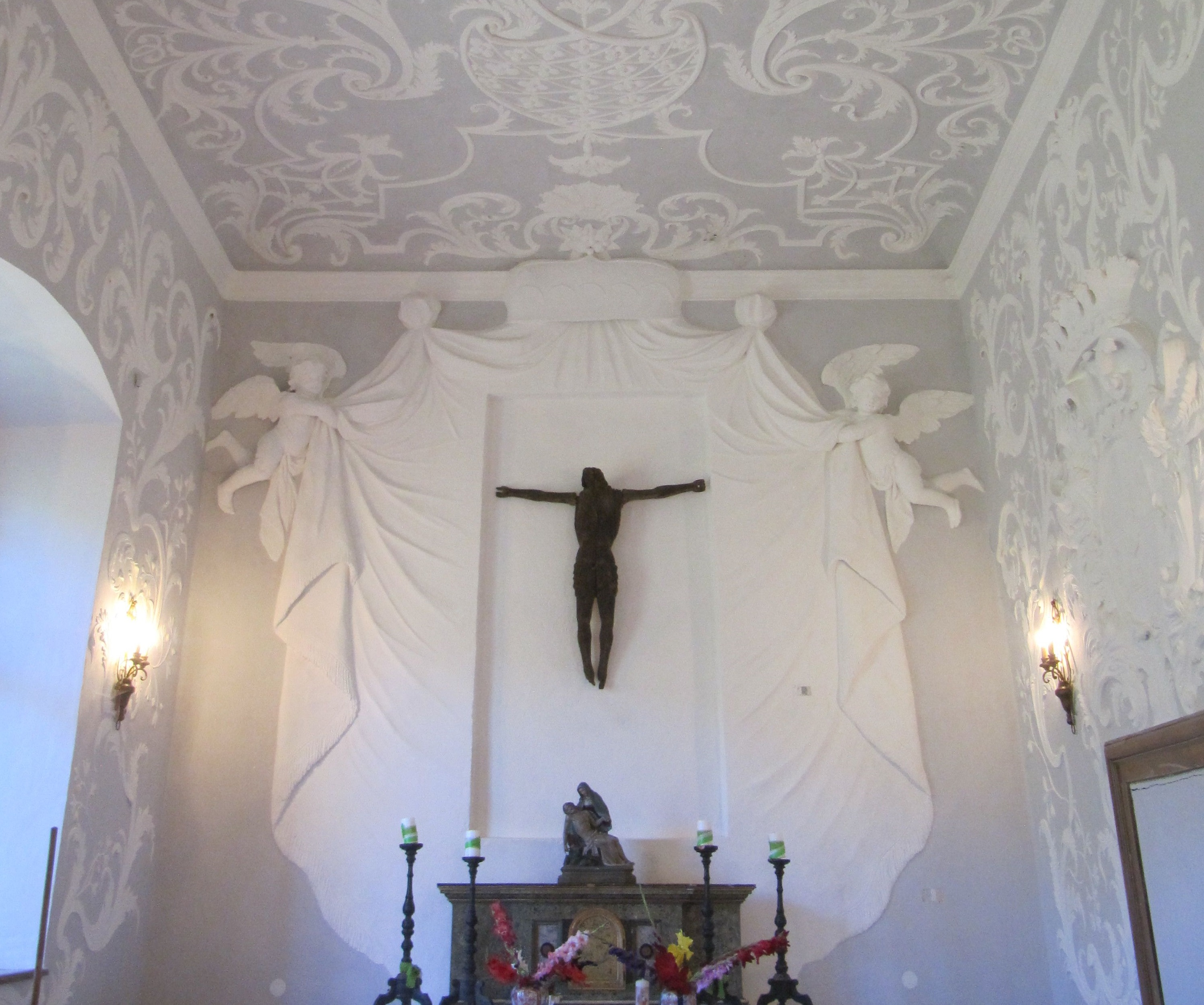
Schlosskapelle aus dem Jahr 1721, Stuckarbeiten von Kilian Pittner
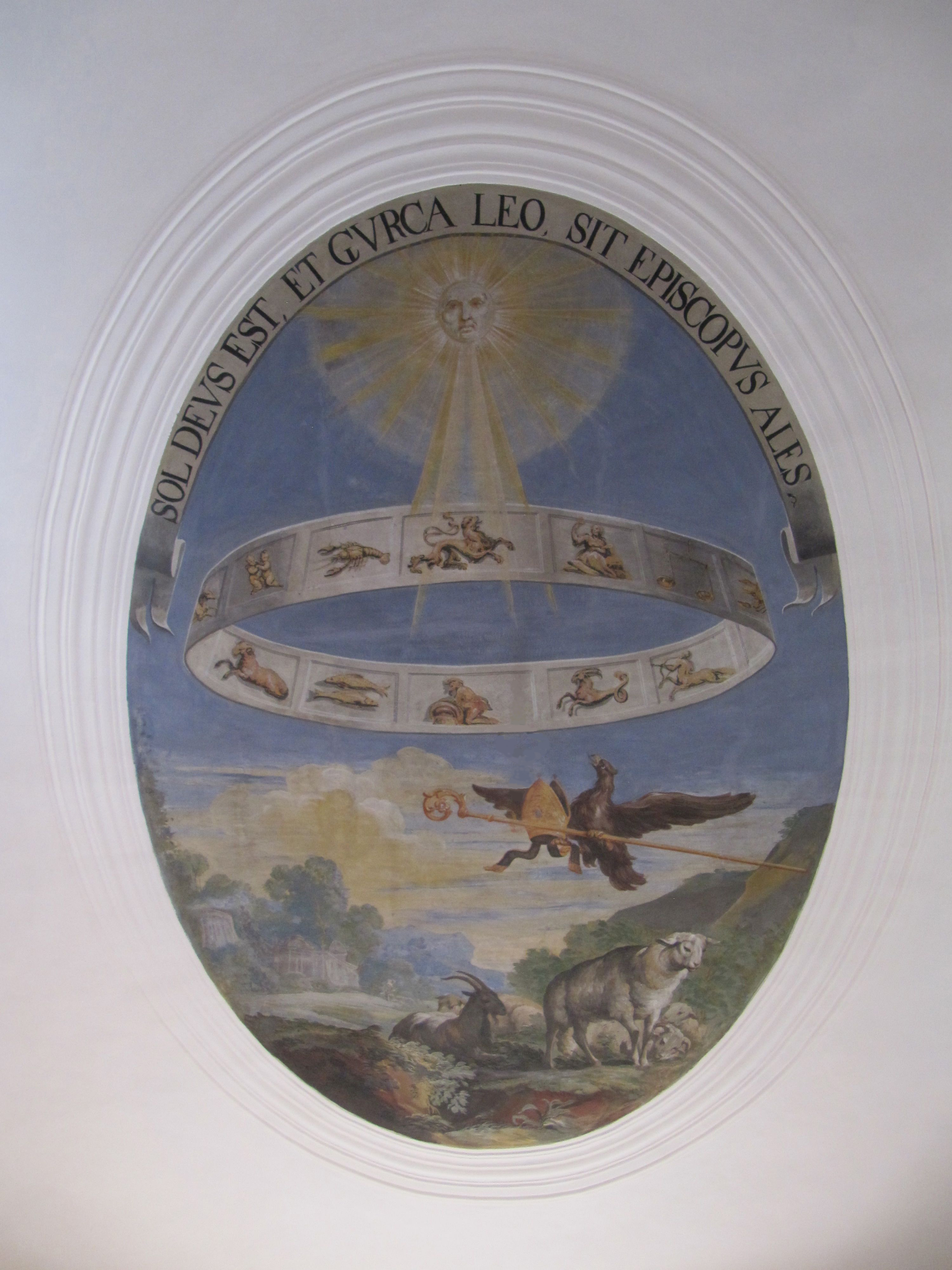
Deckengemälde aus der Werkstatt von Josef Ferdinand Fromiller

## Ehemals Ortschaft
Zeitweise wurde das Schloss als eigene Ortschaft betrachtet. So wurde 1869 als Teil der damaligen Gemeinde Grades die Ortschaft Schloss Grades, bestehend aus 3 Häusern, mit 30 Einwohnern geführt.